# Nyakabanga
Nyakabanga är ett periodiskt vattendrag i Burundi.   Det ligger i provinsen Bujumbura Rural, i den västra delen av landet, 17 km nordost om huvudstaden Bujumbura.
Omgivningarna runt Nyakabanga är en mosaik av jordbruksmark och naturlig växtlighet. Runt Nyakabanga är det tätbefolkat, med 297 invånare per kvadratkilometer.